# سریال پیروزی غرب
پیروزی غرب یک مجموعه تلویزیونی سیزده قسمتی بی‌بی‌سی بود، با یک کتاب همراه، نوشته و ارائه شده توسط جان رابرتس، مورخ و سرپرست کالج مرتون، آکسفورد، و اولین بار در سال ۱۹۸۵ پخش شد. این سریال با عنوان فرعی «منظره‌ای از تاریخ» توسط جان منتشر شد. این سریال بر خاستگاه و تکامل تمدن غرب و چالش‌ها و تأثیرات دگرگون کننده ای که بر سایر نقاط جهان اعمال کرده است تمرکز دارد.

## قسمتها
- قسمت ۱ - هدایای خطرناک: مزایا و هزینه‌های نفوذ غرب
- قسمت ۲ - یک جهت جدید: تأثیرات فرهنگ یونانی-رومی باستان و یهودی-مسیحی
- قسمت ۳ - قلب غرب: قرون وسطی و مسیحیت
- قسمت ۴ - بحث جهان: اسلام و مسیحیت
- قسمت ۵ - شرق اروپا: بیزانس و روسیه
- قسمت ۶ - عصر اکتشاف
- قسمت ۷ - دنیای جدید
- قسمت ۸ - عصر نور
- قسمت ۹ - یادبودهای پیشرفت: قرن طولانی نوزدهم
- قسمت ۱۰ - هند: کنایه‌های امپراتوری
- قسمت ۱۱ - شرق سرخ است: چین در قرن بیستم
- قسمت ۱۲ - زوال غرب (دو جنگ جهانی و رکود بزرگ)
- قسمت ۱۳ - کاپیتولاسیون: کشورهای جهان سوم قیمت وابستگی به غرب را یادمی‌گیرند.[۳]